# Flockblommiga växter
Flockblommiga växter eller flockblomstriga växter (Apiaceae, tidigare Umbelliferae) är en växtfamilj som kännetecknas av att arternas blommor är små och växer i flock. Den flockblommiga familjen innehåller omkring 300 släkten med sammanlagt ungefär 3 000 arter.
Bland de flockblommiga växterna återfinns många vanliga kryddväxter och grönsaker såsom anis, dill, koriander, kummin, morot, palsternacka och persilja, men även flera mycket giftiga arter, såsom sprängört och odört.

## Utseende

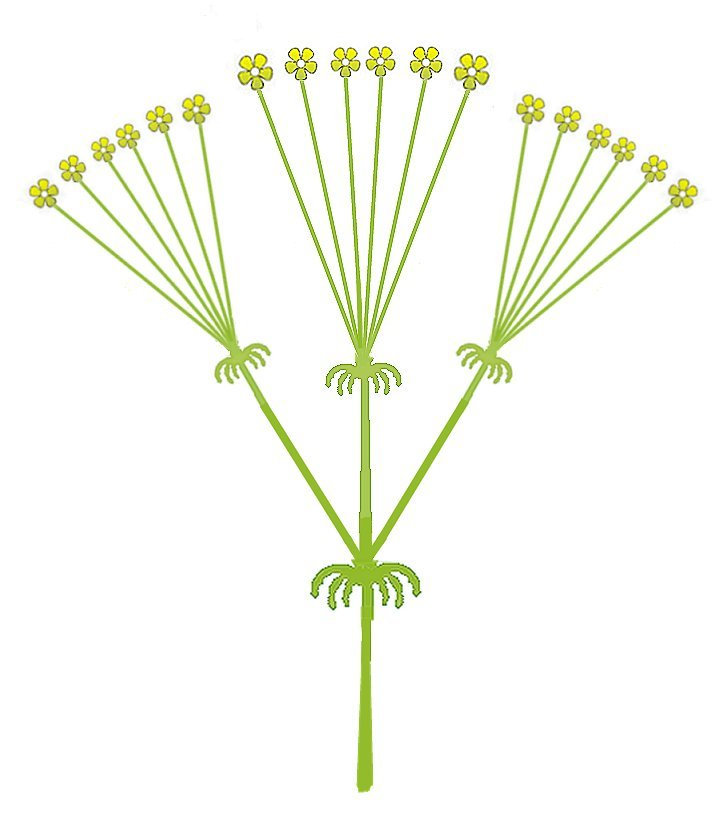
Dubbel flock
Blomställning som är typisk för flockblommiga växter. Här med både allmänt och enskilt svepe.

De flockblommiga växterna är vanligen ettåriga örter, men även två- och fleråriga arter förekommer, liksom några träd och buskar. Stjälkarna är ihåliga. Blommorna har fem kronblad, fem foderblad och fem ståndare. Blomställningen är ofta en dubbel flock, men vissa har enkel flock eller enstaka blommor. Små högblad under en flock kallas svepe, är flocken dubbel (flock i flock) skiljer man på allmänt svepe och enskilt svepe. I mitten av flocken är de aktinomorfa och i kanten av varje flock förekommer det ibland istället större, zygomorfa blommor. Det är vanligt med fårade stjälkar och tydliga bladslidor, liksom med sammansatta blad.

## Utbredning
De flockblommiga växterna finns representerade i alla bebodda världsdelar, men framför allt i tempererade områden. De är vanligast i Europa, Afrika och Asien.

## Användning
De flockblommiga växterna innehåller många hartser, eteriska oljor och alkaloider i de flesta växtdelar, i synnerhet i frukter och rötter, och används därför i stor skala som kryddor och läkemedel. I matlagning används exempelvis fröna av anis, fänkål, kummin, spiskummin och persilja, bladen av dill, persilja och selleri och rötterna av morot, palsternacka och selleri.
Många rötter och gummihartser ur rötter eller stammar har använts i medicinen. Exempel på arter som använts i detta syfte är kvanne, libbsticka, dyvelsträck och ammoniakgummi. Arter ur släktet används även till parfym.
Som prydnadsväxter odlas bland annat arter av släktena Eryngium (martornar), Astrantia (stjärnflockor) och Heracleum (lokor).

## Giftighet
Familjen innehåller några mycket giftiga arter, exempelvis vildpersilja, sprängört och odört. Det var odört som användes för att avrätta Sokrates. Andra arter innehåller östrogenliknande ämnen och har använts som preventivmedel inom folkmedicinen.[källa behövs] Åter andra har fototoxiska egenskaper, däribland flera arter i lokasläktet (Heracleum).

## Namn
Namnet Apiaceae kommer av släktesnamnet Apium, sellerisläktet. Det äldre namnet Umbelliferae kommer av umbrella, vilket är samma ord som umbra, 'skugga', och det franska ombrelle, 'parasoll', varför de ibland har kallats "parasollväxter".